# برکه چهارطاق
برکه چهارطاق (به اچمی: برکه چارتاخ)، در شهرستان گراش، استان فارس کشور ایران واقع شده‌است. این آب‌انبار به لحاظ داشتن چهار طاق در جلوی دهانه شرقی آن، با دیگر آب آنبارهای گراش، تفاوت دارد. این آب انبار، در خارج از شهر، در نزدیکی صحرایی، موسوم به باغ موسی واقع است که به علت از بین رفتن سنگ لوح، بانی این باغ و همچنین سال ساخت آن به‌طور دقیق مشخص نیست. این آب‌انبار به همت شخصی بنام حاج حسن (برادر حاج اسدالله بانی آب‌انبارهای کشکول و کل) ساخته شده‌است که این آب‌انبار، دارای چهار دهنه شرقی، غربی، شمالی و جنوبی است و همچنین بر خوردار از دو مجرای ورودی آب، در کنار دهانهٔ غربی و شمالی بوده که سنگ پله‌های آن در کنار دهانه شرقی ساخته شده‌است. طاقهای دهنه‌ها، سردرها و همچنین چهار طاقی که طاق‌های آن، رو به چهار جهت اصلی قرار دارد و طاق غربی آن، که همان دهانه آب‌انبار است به شکل تیزه‌دار بوده و مصالح یکار رفته در طاق‌ها و همچنین دیوار بدنه (شاوره) آب‌انبار، سنگ و ملات گچ است و مصالح بکار رفته در مخرن و طاق‌های مجراهای ورودی و خورجی که به شکل تویزه ساخته شده‌است، از سنگ و ملات ساروج تشکیل شده‌است.